# Usulután (vulkaan)
Usulután is een stratovulkaan in het departement Usulután in El Salvador. De berg ligt ongeveer zes kilometer ten noordwesten van Usulután en is 1449 meter hoog.
De vulkaan ligt tussen de vulkanen San Vicente en San Miguel. Ook ligt ze ten oosten van de vulkaan Taburete.
Op de top van de vulkaan bevindt zich een vulkaankrater met een doorsnede van 1,3 kilometer. De krater is in het oosten doorbroken.

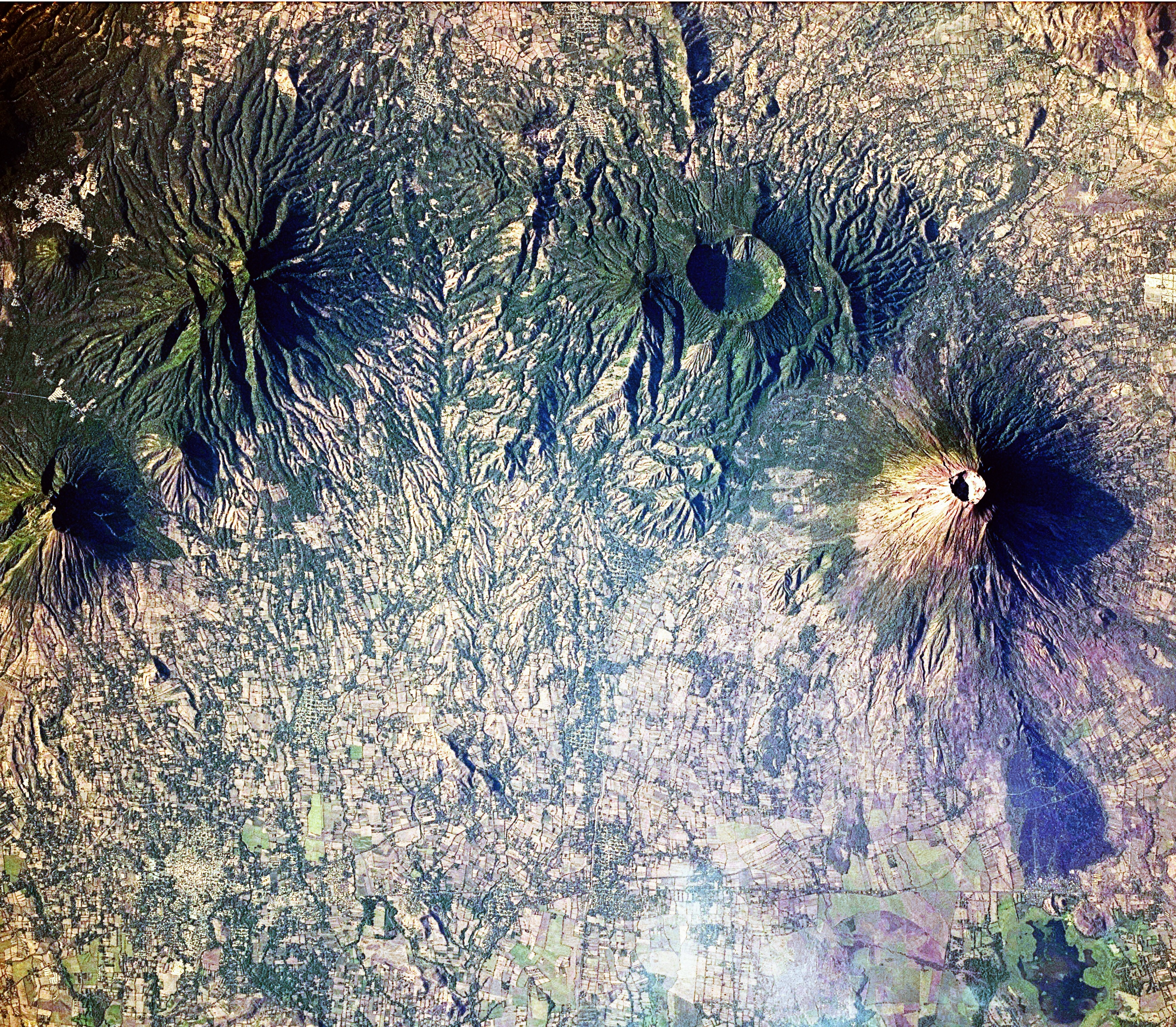
De vulkaan helemaal links op de foto is de Usulután.